# Овчинников Володимир Степанович
Володимир Степанович Овчи́нников (нар. 12 липня 1930, Крутогір'я — пом. 25 березня 2017, Львів) — український графік і педагог; член Спілки радянських художників України з 1962 року.

## Біографія
Народився 12 липня 1930 року в селі Крутогір'ї (нині Липецький район Липецької області, Росія). 1954 року закінчив Український поліграфічний інститут у Львові, де навчався у Сергія Воєца, Валентина Бунова, Юрія Гапона, Олени Кульчицької. Член КПРС.

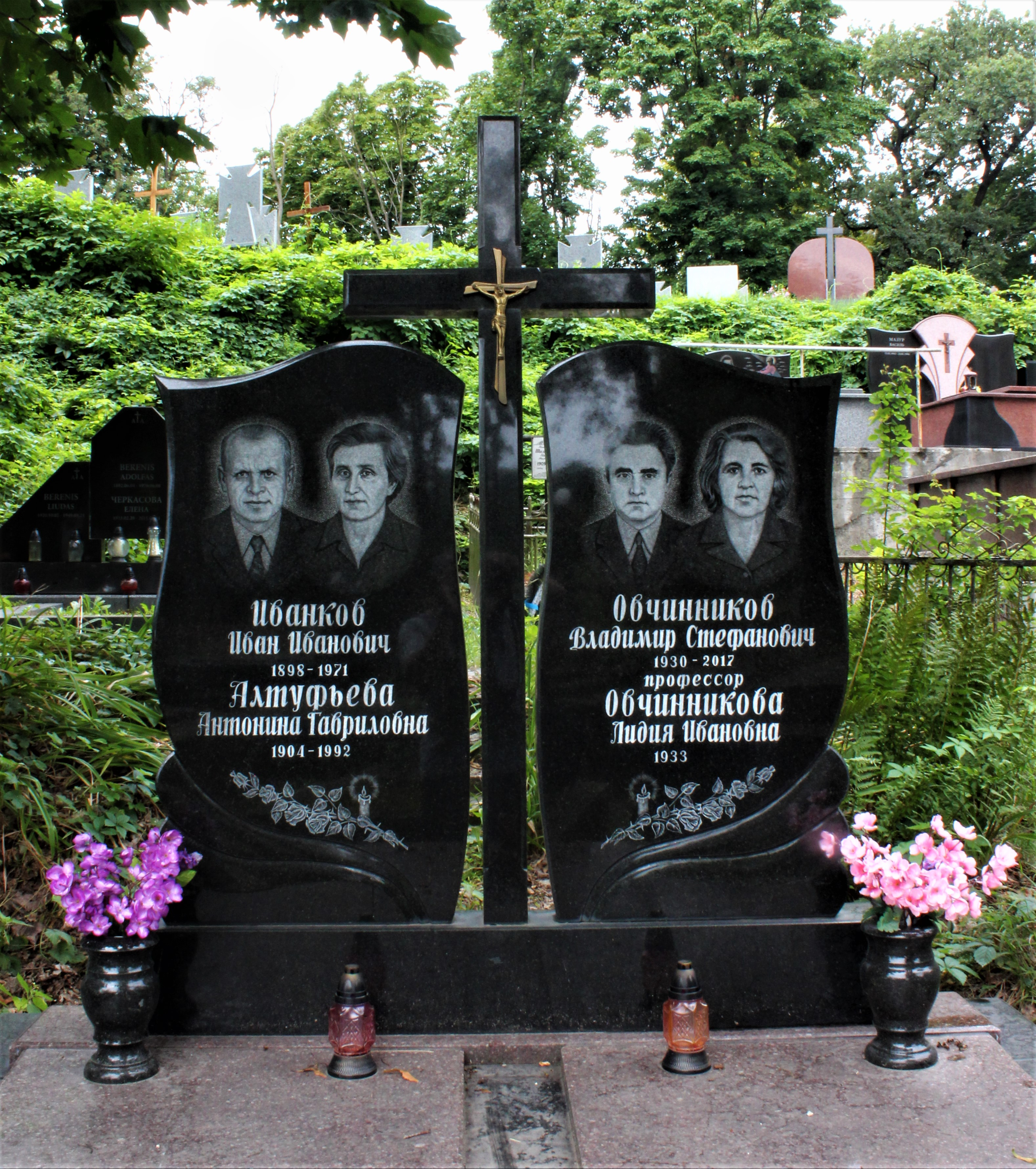
Нагробок на могилі художника В.Овчинникова.

Після здобуття фахової освіти протягом 1954—1965 років працював у місті Нальчику на посадах художника-ілюстратора, очолював художньо-редакційну раду видавницта «Ельбрус». З 1965 року працював викладачем Українського поліграфічного інституту у Львові: у 1967—1990 роках — доцент, у 1971—1976 роках — завідувач кафедри оформлення та ілюстрування книги, з 1990 року — професор кафедри книжкової графіки та дизайну друкованої продукції. Жив у Львові в будинку на вулиці Молодої Гвардії, № 17, квартира № 4 та у будинку на вулиці Гвардійській/Героїв Майдану, № 18, квартира № 8. Помер у Львові 25 березня 2017 року. Похований на 36 полі Личаківського цвинтаря.

## Творчість
Працював у галузях станкової та книжкової графіки. Серед робіт ілюстрації до книг:
- «Золота крупинка» (кабардино-балкарська народна казка) (1959);
- «Рідна земля» Керіма Отарова (1960);
- «Мова птахів» 3. Налієва (1965);
- «Вірші» Расула Гамзатова (1965);
- збірка приказок «Так казали мудреці» (1967);
- «Хліб і сіль», «Велика рідня» Михайла Стельмаха (1968);
- «Живі легенди» Фазу Алієвої (1968);
- 14 дереворитів до твору «Фархад і Ширін» Алішера Навої (1968);
- 12 дереворитів до книги «Смішні оповідки» Абу-ль-Фараджа (1970);
- 24 дереворити до твору «Мій Дагестан» Расула Гамзатова (1977);
- 10 гравюр на пластику до творів «Смерть Каїна» (1981), «Зів'яле листя» (1982—1987), «Мойсей» (1985—2003) Івана Франка.

Автор навчальних посібників «Історія книги: Еволюція книжкової структури» (2005) та «Історія книги: Становлення сучасного книгодрукарського мистецтва» (2010).
Брав участь у всесоюзних виставках з 1956 року, зарубіжних — з 1961 року.
Деякі роботи художника зберігаються у Національному музеї літератури України у Києві, Львівському історичному музеї, Львівській галереї мистецтв, Музеї мистецтв Прикарпаття в Івано-Франківську, Дніпровському художньому музеї.